# Schlacht am Río Guadalete
Rio Guadalete – Toulouse – Covadonga – Tours und Poitiers – Avignon – Berre
Die Schlacht am Río Guadalete im Süden von Andalusien wurde im Juli 711 zwischen dem Invasionsheer der Araber und Berber und den Westgoten ausgetragen und endete mit der Niederlage der Letzteren. Diese Niederlage war entscheidend für den weiteren Verlauf der Kämpfe und führte zum Untergang des Westgotenreichs und zur Eroberung der Iberischen Halbinsel durch die Mauren im Lauf der folgenden Jahre. Diese Schlacht ist auch unter der Bezeichnung Schlacht bei Jerez de la Frontera bekannt.

## Verlauf und Folgen
Die Quellenangaben zu der Schlacht am Río Guadalete sind knapp und teilweise unklar. Einigermaßen gesichert ist das Datum: die Schlacht begann am 19. Juli 711 und dauerte acht Tage bis zum 26. Juli. Der genaue Schlachtort ist unbekannt, er liegt wohl südlich von Arcos de la Frontera (Provinz Cádiz).
Das großteils aus Berbern bestehende muslimische Heer unter der Führung von Tāriq ibn Ziyād hatte im Frühjahr 711 die Straße von Gibraltar überquert und war so auf die Iberische Halbinsel vorgedrungen (siehe Islamische Expansion). Ob von Anfang an eine Eroberung des Gebietes geplant war, oder ob es den Muslimen eher um die Sicherung Nordafrikas ging, ist unklar. Zu dieser Zeit befand sich der Westgotenkönig Roderich auf einem Feldzug gegen die Basken im Norden; von dort zog er zur Abwehr der muslimischen Invasion herbei. Nach den Angaben von späten arabischen Quellen zählte das muslimische Heer 12 000 Mann, was eine für diese Zeit durchaus plausible Angabe ist; das westgotische Aufgebot soll wesentlich stärker gewesen sein (es werden Zahlen von bis zu 100 000 Mann genannt), diese Angaben sind aber umstritten, da die arabischen Autoren dazu neigten, die Stärke der Gegner zu übertreiben; ein so großes Heer wäre damals kaum zu versorgen gewesen. Sicher ist nur, dass die Niederlage der Verteidiger vernichtend war und dass König Roderich in der Schlacht fiel. Die Reste der gotischen Streitmacht flohen nach Norden. Sie nahmen Roderichs Leichnam mit und bestatteten ihn in der Stadt Viseu im heutigen Nordportugal. Roderichs ehemaliger spatharius Pelagius (Pelayo) konnte zwar im Norden der Iberischen Halbinsel ein kleines, unwegsames Berggebiet verteidigen. Eingegangen in die Geschichte als Königreich Asturien. Viel später wurde es zum Ausgangspunkt der Reconquista. Der größte Teil des Landes fiel nach der Niederlage von 711 jedoch für Jahrhunderte an die muslimischen Eroberer und wurde weitgehend kulturell geprägt.

## Hintergrund und Legende
Roderich war erst 710 zum westgotischen König bzw. rex ausgerufen worden, wobei die Söhne seines Vorgängers Witiza übergangen wurden. Die Wahl war nicht einmütig erfolgt, und die unterlegenen Anhänger der Familie Witizas nahmen anscheinend in der Folgezeit eine oppositionelle Haltung ein; einen Bürgerkrieg zwischen ihnen und der Partei Roderichs hat es jedoch nicht gegeben, sondern die Anhänger der Opposition kämpften am Río Guadalete mit dem König gegen die Angreifer. Eine Angabe der Mozarabischen Chronik über eine innere Auseinandersetzung unter den Westgoten bezieht sich auf die Zeit nach Roderichs Tod.
Christliche mittelalterliche Geschichtsschreiber behaupteten vom 9./10. Jahrhundert an, die Vernichtung des Westgotenreichs sei durch Landesverrat verursacht worden. Ihren Angaben zufolge hätten die Söhne Witizas die Muslime zur Invasion eingeladen und ihren Vormarsch unterstützt, um sich an Roderich zu rächen, der sie um die Thronfolge gebracht hatte. Bei dieser gesamten Überlieferung handelt es sich jedoch, wie eine gründliche quellenkritische Untersuchung inzwischen ergeben hat, um eine tendenziöse Erfindung. Verbreitet wurde die Verratslegende vor allem von einer asturischen Quellengruppe, die auch sonst nachweislich falsche Angaben bietet, mit denen Witizas Familie in ein schlechtes Licht gerückt wird. Auf dieser Überlieferung fußt die spätere mittelalterliche Geschichtsschreibung.
Diese Verratslegende kursierte auch im islamischen Teil der Iberischen Halbinsel. Bezeugt ist sie dort erstmals bei dem 977 gestorbenen Geschichtsschreiber Abū Bakr ibn al-Qūṭīya (Abenalcotia), der eine „Geschichte der Eroberung von al-Andalus“ schrieb. Er war ein Nachkomme Alamunds, des ältesten der drei Söhne Witizas. Ibn al-Qūṭīya erzählt, Witizas Söhne seien beim Tod ihres Vaters noch minderjährig gewesen. Zum Zeitpunkt der muslimischen Invasion hätten sie aber bereits reiten können und seien daher von Roderich aufgefordert worden, an der Schlacht am Río Guadalete teilzunehmen. Am Tag vor der Schlacht hätten sie gemeinsam beschlossen, Verrat zu begehen, und sich zu diesem Zweck mit Tāriq in Verbindung gesetzt. Sie hätten mit ihm den Frontwechsel vereinbart, nachdem er ihnen zugesichert habe, dass sie die riesigen Besitztümer ihres Vaters behalten dürften. Am folgenden Morgen seien sie mit ihren Truppen zu den Muslimen übergelaufen, und dies sei die Ursache für den Untergang des Westgotenreichs gewesen. Später habe Kalif al-Walīd I. die drei Söhne Witizas empfangen und mit jedem von ihnen einen Vertrag geschlossen, in dem er die Zusagen Tāriqs bestätigte. Auch hierbei handelt es sich nach heutigem Kenntnisstand um eine freie Erfindung.